# Timea intermedia
Timea intermedia är en svampdjursart som först beskrevs av Claude Lévi 1958.  Timea intermedia ingår i släktet Timea och familjen Timeidae.
Artens utbredningsområde är havet utanför Saudiarabien. Inga underarter finns listade i Catalogue of Life.